# Formation Clearwater
La formation Clearwater est une unité stratigraphique de l'époque du Crétacé inférieur (Albien) située dans le bassin sédimentaire de l'Ouest canadien dans le nord-est de l'Alberta, au Canada.  Elle a d'abord été identifiée par R.G. McConnell en 1893 et tire son nom de la rivière Clearwater près de Fort McMurray. 
Les schistes marins imperméables dans la formation Clearwater ont fourni une partie du mécanisme de piégeage pour les sables bitumineux sous-jacents d'Athabasca dans la formation McMurray. Les couches de grès dans la formation Clearwater peuvent contenir des huiles et des ressources en pétrole lourd. 
Des spécimens presque complets de plésiosaures et d'ichtyosaures , ainsi qu'un ankylosaure, ont été découverts dans cette formation au cours de travaux d'excavation. 